# Наташа Карам
Наташа Карам — північноірландська, французька та ліванська акторка. Відома своїми ролями Жасмін у «Джаз» Хан у фільмі «Відважна» та Марджан Марвані в серіалі «9-1-1: Самотня зірка».

## Біографія
Карам народилася в Джидді. Вона ліванського, французького та північноірландського походження. До початку акторської кар'єри Карам відвідувала Дубайський коледж і Міський літературний інститут.

## Кар'єра
Наташа Карам розпочала свою акторську кар'єру у 2017 році з одноразових появ у телесеріалах «Мовчазний свідок» і «Батьківщина», а також у телевізійному фільмі «Знову день Валентина». Пізніше того ж року вона зіграла свою першу головну роль, коли її взяли на роль сержанта Джасмін «Джаз» Хан у військовому драматичному серіалі «Відважні» на NBC, який тривав один сезон і складався з 13 епізодів.
У 2018 році Карам знялася у фільмі «Погоня за ураганом», а у 2019 році знялася в епізоді 34 сезону серіалу «Потерпілий». З 2020 року вона є частиною основного акторського складу серіалу процедурної драми «9-1-1: Самотня зірка» на Fox, граючи роль пожежника Марджана Марвані. Карам також з'явилася у фільмі Netflix «Стара гвардія» у 2020 році, в якому вона зіграла роль Діззі.

## Фільмографія

### Фільми
| Рік  | Назва              | Роль  | Примітки |
| ---- | ------------------ | ----- | -------- |
| 2018 | Погоня за ураганом | Лорі  |          |
| 2020 | Стара гвардія      | Діззі |          |

### Телефільми
| Рік  | Назва                | роль   | Примітки |
| ---- | -------------------- | ------ | -------- |
| 2017 | Знову день Валентина | Меліса |          |

### Телесеріали
| Рік        | Назва                | Роль              | Примітки                          |
| ---------- | -------------------- | ----------------- | --------------------------------- |
| 2017       | Мовчазний свідок     | Тамара            | Епізод: «Ідентичність: Частина 1» |
| 2017       | Батьківщина          | Міна Беккер       | Епізод: «Угода»                   |
| 2017–2018  | Хоробрий             | Жасмин «Джаз» Хан | Регулярна                         |
| 2019       | Потерпілий           | Амбі Бусналь      | Епізод #34.14                     |
| 2020–тепер | 9-1-1: Самотня зірка | Марджан Марвані   | Постійна роль                     |